# 我的傲嬌男友
《我的傲嬌男友》，2018年日本电影。

## 劇情概述
和泉凜(平野紫耀 飾)和春名優羽(櫻井日奈子 飾)是從小一起長大的青梅竹馬，凜從第一次見到優羽的時候就喜歡上她，卻一直害羞的沒辦法開口，於是轉而對她惡言相向以掩飾自己的心意，卻又暗中擔心優羽會討厭他。純真害羞的優羽，還不懂得愛情，只知道自己面對凜時，總是會心跳加速，兩人就這樣一直保持兒時同伴的關係。優羽家打算進行整修，所以離開公寓暫時搬到附近，卻意外認識鄰居的親切男孩-佐伯和真 (伊藤健太郎 飾)，和真的溫柔和善解人意，讓害羞的優羽漸漸懂得重視自己的感覺，並產生想變得勇敢有自信的想法。看著漸漸獨立的優羽，凜感到焦急難耐，他害怕失去優羽，卻又無法直率地開口說出喜歡。互相重視的兩人，戀情有辦法開花結果嗎?

## 演員
| 演員姓名   | 角色名稱 | 介紹             |
| 平野紫耀   | 和泉凜   | 傲嬌男主         |
| 櫻井日奈子 | 春名優羽 | 呆萌女主         |
| 玉城蒂娜   | 坂下歷   | 男女主的青梅竹馬 |
| 磯村勇斗   | 藤螢太   | 男女主的青梅竹馬 |
| 伊藤健太郎 | 佐伯和真 | 帥氣親切鄰居     |
| 櫻田日和   | 佐伯實花 | 佐伯和真的妹妹   |